# Abu Mena
Abu Mena o Abu Mina (àrab: ابو مينا, Abū Mīnā) va ser una ciutat, complex monàstic i centre de peregrinació cristiana durant l'antiguitat tardana d'Egipte, a uns 45 km al sud-oest d'Alexandria. Està inscrita en la llista del Patrimoni de la Humanitat des del 1979 i en la llista del Patrimoni de la Humanitat en perill des del 2001. Se'n conserven molt poques restes, però els fonaments dels edificis més importants, com la gran basílica, hi són fàcilment discernibles.